# Ivanovčani
Ivanovčani su četvrt, koje se nalazi u sjeverozapadnom dijelu grada Bjelovara. Proteže se od ulice Petra Biškupa Vene, ulice Eugena Kumičića, ulice Andrije Hebranga, ulice Milana Šufflaya te potoka Jelinac.
Četvrt se sastoji od većinom nisko izgrađenih obiteljskih stambenih zgrada. Glavna prometnica je ulica Petra Biškupa Vene koja se izvan četvrti spaja sa sjevernom bjelovarskom obilaznicom.
Neke od važnijih zgradi i spomenika unutar četvrti su Spomenik poginulim Ivanovčancima u Prvome svjetskom ratu (adresa prilaz Andrije Hebranga 1) te stara ciglana istočno od groblja Borik (koje se nalazi unutar četvrti Vojnović.)

## Povijest
Ivanovčani su u nedavnoj prošlosti bili vlastito ruralno naselje u krugu Bjelovara. Nekadašnji prostor sela Ivanovčani je pokrivalo cjelokupni prostor današnjeg naselja Sjever koje su bile oranice i livade istočno od sela.

Uspostavljeni su pri završetku turskih invazija i pri povratku kršćanskog stanovništva u 17. stoljeću. Na karti prve vojne izmjere naselje je 1774. godine navedeno kao "Dorf Ivanovchany".
Godine 1776. zabilježen je nastanak i izgradnja tadašnje nove predgrađne četvrti unutar sastva Ivanovčana, Nazivom Novi Ivanovčani (danas prostor kružnoga toka Andrije Hebranga i Ivanovčanske ulice).
Dana 18. kolovoza 1916. na rođendan kralja Franje Josipa I. se unutar Ivanovčana podiže Kraljev spomenik, koji je 3. rujna 1922. prenamijenjen u današnji Spomenik poginulim Ivanovčancima u Prvom svjetskom ratu.
Ivanovčani su tijekom 1980-ih  administracijski ukinuti kao svoje naselje i pripojeni kao gradska čevrt gradu Bjelovaru. Slične sudbine zadesile su i ostala naselja poput Hrgovljana, Novih Plavnica, Velike Sredice i Male Sredice.

U Ivanovčanima su živjeli Kamilo Dočkal i Antun Šimčik, koji su se kao djeca doselili iz Češke.